# Gómez Velasco
Gómez Velasco es una localidad despoblada del municipio de Pedraza de Alba, en la comarca de Tierra de Alba, provincia de Salamanca, España. 

## Toponimia
Su nombre deriva de Gomiz Blasco, denominación con la que venía registrada la localidad en el siglo XIII.

## Historia
La fundación de Gómez Velasco se remonta a las repoblaciones efectuadas por los reyes leoneses en la Alta Edad Media, que lo ubicaron en el cuarto de Cantalberque de la jurisdicción de Alba de Tormes, dentro del Reino de León.
Con la creación de las actuales provincias en 1833, Gómez Velasco, ya dependiente de Pedraza de Alba, quedó encuadrado en la provincia de Salamanca, dentro de la Región Leonesa.

## Demografía
Actualmente Gómez Velasco se encuentra despoblado, no habiendo registrado habitantes en todo el siglo XXI.